# Мандела, Эвелин
Эвелин Мандела (Evelyn Mase; 18 мая 1922 — 30 апреля 2004) — южноафриканская медсестра, первая жена Нельсона Манделы, с 1944 по 1958 год. Она была матерью четырёх его детей, в том числе Макгахо и Маказиве.
Родившись в семье коса в Нгкобо (Транскей), она стала сиротой в раннем возрасте, а затем была взята на попечение своим братом, политическим активистом Сэмом Мейзом. После переезда в Соуэто, район Йоханнесбурга, она познакомилась с Манделой, через своего двоюродного брата Уолтера Сисулу и его жены Альбертины, а затем Эвелин вышла за него замуж. Жили вместе в Соуэто, вырастили четырёх детей: Тембекиле (1945—1969) и Макгахо (1950—2005), и дочери Маказиве (первая родилась в 1947 году, умерла в возрасте девяти месяцев, а вторая родилась в 1954 году). Тем не менее, их брак оказался на грани распада, потому что Мандела стал принимать более активное участие в деятельности Африканского национального конгресса. Отказавшись от политики, она стала членом Свидетелей Иеговы. Обвинив его в супружеской измене, она развелась с ним в 1958 году, и Мандела в том же году взял себе в жёны Винни.
Забрав детей, она переехала в Кофимвабу и открыла продуктовый магазин, но Мандела продолжал появляться в южноафриканской прессе, наконец в 1990-х, он был освобожден из тюрьмы и стал президентом ЮАР. В 1998 году она вышла замуж за бизнесмена Саймона Ракипайла. Её похороны привлекли внимание международной общественности, из-за присутствия на них Манделы, его второй жены Винни и третьей, Грасы Машел.

## Ранняя жизнь
Отец Эвелин, шахтёр, умер, когда она была ещё ребёнком, оставив свою вторую жену с шестью детьми. Трое братьев и сестер Эвелин умерли ещё в младенчестве, а мать Эвелин умерла, когда ей было 12 лет, оставив её и сестру Кейт под опекой старшего брата, Сэма Мэйза. Набожный христианин, Сэм имел тесные дружеские отношения со своим двоюродным братом, Уолтером Сисулу, с которым он ходил в одну школу. В 1928 году Сисулу переехал в Соуэто, район Йоханнесбурга, получив дом в поселке Орландо, позже к нему присоединился и Сэм. Под влияним событий, происходивших в стране они начали читать политическую литературу и вступили в Африканский национальный конгресс.  В 1939 году Эвелин переехала к братьям, для поступления на учёбу медсестрой в городскую больницу в Хиллброу, по желанию покойной матери. Там она подружилась с подругой Уолтера, Альбертиной, с которой он познакомился в 1941 году, и женился в 1944 году.

## Свадьба
Когда Уолтер и Альбертина переехали в большой дом на 7372 Orlando West, они сдали их старый дом Сэму. Эвелин и Сэм продолжали навещать Сисулу, и однажды Эвелин увидела его нового квартиранта — Нельсона Манделу. Позже она говорила, что «я думаю, что полюбила его в первый раз, как увидела», и через несколько дней они начали встречаться. Через несколько месяцев он сделал ей предложение. Свадьба состоялась 5 октября 1944 года в местном суде Йоханнесбурга. Они не могли позволить себе свадебный пир.
Нельсон Мандела позже вспоминал о доме на 8115 Orlando West, в котором жил с Эвелин:
Сам дом был похож на сотни других, построенных на участке размером с почтовую марку у грунтовой дороги. У него была та же самая стандартная жестяная крыша, тот же цементный пол, узкая кухня и ведро для туалета. Это был противоположностью великому, но это был мой первый собственный дом, и я им сильно гордился. Человек не является человеком, пока он не имеет собственного дома.
У молодой семьи было мало денег, и они переехали в комнату в доме сестра Эвелин, Кейт, где она жила вместе с мужем Мгудлвой, рабочим в шахте, и двумя детьми. Они не платили арендную плату, но делились деньгами. Позже она говорила, что их отношения в эти первые годы были счастливыми, что «все, кого мы знали, говорили, что мы очень хорошая пара».
Она забеременела, и 23 февраля 1945 года в доме престарелых родила сына Тембекиле. Потом они переехали в двух-комнатный дом на 719 Orlando West. Именно в этот период, Мандела начал заниматься политической деятельностью в Африканской национальном конгрессе. Либи, сестра Манделы отмечала, что Эвелин «не хотела слышать и слова о политике».

## Последующая жизнь
Эвелин переехала в Кофимвабу в Восточно-Капской провинции, где она открыла магазин, и просила оставить её в покое. Одному репортеру, Фреду Бридгланду, все же удалось получить у неё интервью, в котором они обсуждали популярность и возможное освобождение Манделы из тюрьмы. Она злилась на эту ситуацию, говоря, что его рассматривают как второго Христа: «Как может человек, который совершил прелюбодеяние и оставил свою жену и детей быть Иисусом? Весь мир слишком много поклоняется Нельсону. Он только мужчина».
Эвелин умерла 30 апреля 2004 года. Нельсон Мандела присутствовал на похоронах вместе со своей второй и третьей женой.